# Suzume
 Suzume (すずめの戸締まり Suzume no Tojimari?,  lit. Suzume cerradora de puertas) es una película de animación japonesa escrita y dirigida por Makoto Shinkai y producida por CoMix Wave Films. Cuenta con diseños de personajes de Masayoshi Tanaka, dirección de animación de Kenichi Tsuchiya y dirección de arte de Takumi Tanji.

## Argumento
La película trata sobre Suzume, una chica de 17 años que vive en un pueblo tranquilo en la región de Kyushu, en el suroeste de Japón. La historia comienza cuando Suzume conoce a un misterioso joven que busca una "puerta". Los dos viajan juntos y encuentran una puerta vieja en una casa abandonada en las montañas. Como si algo tirara de ella, Suzume extiende su mano hacia la puerta, lo que comienza una serie de eventos desafortunados en todo Japón.
La película es un viaje por Japón en el que Suzume tiene que cerrar y bloquear las "Puertas del Desastre" una a una para detener las catástrofes, así como una aventura y una batalla en el mundo moderno en busca de la madurez y la libertad de una niña.

## Reparto
| Personaje          | Seiyu              | Doblaje Hispanoamérica | Doblaje España     |
| ------------------ | ------------------ | ---------------------- | ------------------ |
| Suzume Iwato       | Nanoka Hara        | Nycolle González       | Beatriz Llaneza    |
| Suzume (niña)      | Akari Miura        | Sara Mendoza           | Lucía Pérez        |
| Souta Munataka     | Hokuto Matsumura   | José Antonio Toledano  | Edson Ferrero      |
| Daijin             | Ann Yamane         | Sofía Huerta           | Cristina Yuste     |
| Tamaki Iwato       | Eri Fukatsu        | Xóchitl Ugarte         | Ana Jiménez        |
| Minoru Okabe       | Shōta Sometani     | Emmanuel Bernal        | Fernando Castro    |
| Rumi Ninomiya      | Sairi Ito          | Adriana Loza           | Conchi López       |
| Chika Amabe        | Kotone Hanase      | Amanda Hinojosa        | Claudia Caneda     |
| Tsubame Iwato      | Kana Hanazawa      | Gabriela Servín        | Diana Torres       |
| Tomoya Serisawa    | Ryūnosuke Kamiki   | Dalí González          | Juan Antonio Soler |
| Hitsujiro Munakata | Matsumoto Hakuō II | César Soto             | Luis Fernando Ríos |
| Miki               | Aimi               | Rebeca Zozaya          | Sara Iglesias      |

## Producción
El director Makoto Shinkai y su equipo planearon el proyecto desde enero hasta marzo de 2020. Comenzaron a desarrollar el guion de la película en abril, que es cuando el gobierno japonés declaró el estado de emergencia debido a la pandemia de COVID-19. En una entrevista con TV Asahi, Shinkai menciona que la pandemia tuvo un efecto menos tangible en la producción de la película. Sin embargo, afirma que "el estado de ánimo de la época está indeleblemente grabado en el guion", y añade que la película tendrá una temática posapocalíptica. Tras finalizar el guion en agosto, los guiones gráficos se redactaron entre septiembre de 2020 y diciembre de 2021, mientras que la producción de la animación comenzó en abril de 2021.
La película fue presentada oficialmente durante una conferencia de prensa el 15 de diciembre de 2021. El personal de la película incluye a Masayoshi Tanaka como diseñador de personajes, Kenichi Tsuchiya como director de animación y Takumi Tanji como director artístico.

### Casting
Nanoka Hara fue revelada como la voz de Suzume Iwato el 5 de julio de 2022. Shinkai la seleccionó de una audición en la que participaron más de 1.700 personas. Hara ha sido una fan de las obras de Shinkai, y ha señalado que no podía imaginar ser la que compartiera la "inolvidable y estremecedora sensación" que sintió al ver por primera vez una de sus películas en el cine. El 6 de septiembre de 2022 se reveló el papel de Hokuto Matsumura como Sōta Munakata. Describió al personaje como uno que "nunca había visto en ninguna de las obras del director". Por lo tanto, Matsumura dio una voz para Sōta que "nunca había escuchado antes", lo que implicó el uso de un tono ligeramente más bajo. Shinkai consideró que su voz era "impresionante" y que "encarna al personaje". Suzume y Sōta serán los primeros papeles de Hara y Matsumura en el anime. El 29 de septiembre de 2022 se reveló que Eri Fukatsu, Shota Sometani, Sairi Ito, Kotone Hanase, Kana Hanazawa y Matsumoto Hakuō II se unirían al reparto de voces.

## Mercadotecnia
Un póster de presentación fue publicado junto con el anuncio de la película el 15 de diciembre de 2021, y el 9 de abril de 2022 se lanzó una versión actualizada del mismo con la protagonista de la película. Tōhō estrenó un adelanto de la película el 10 de abril de 2022. Un tráiler fue estrenado el 15 de julio de 2022. El póster principal, junto con un segundo tráiler, fue estrenado el 29 de septiembre de 2022.

## Música
El 20 de septiembre de 2022 se anunció que Radwimps y Kazuma Jinnouchi se encargarían de la banda sonora de la película. Esta es la tercera colaboración entre Radwimps y Shinkai, luego de haber colaborado en Kimi no Na wa. y El tiempo contigo. También se reveló que la intérprete de TikTok, Toaka, interpreta el tema "Suzume", el cual el primer tráiler de la película había adelantado. La banda sonora se lanzó el 11 de noviembre de 2022, el día del estreno de la película. Algunas de sus grabaciones se realizaron en los Abbey Road Studios de Londres.
| Lista de canciones de Suzume |                                         |        |                  |          |  |
| N.º                          | Título                                  | Letras | Música           | Duración |  |
| 1.                           | «The First Encounter» (二人の出逢い)    |        | Yojiro Noda      | 1:02     |  |
| 2.                           | «Abandoned Resort» (廃墟の温泉街)       |        | Kazuma Jinnouchi | 3:57     |  |
| 3.                           | «First Aid» (手当て)                    |        | Noda             | 1:24     |  |
| 4.                           | «Cat Chase» (キャットチェース)          |        | Noda             | 2:15     |  |
| 5.                           | «At Night in Ferry» (夜のフェリー)      |        | Noda             | 1:53     |  |
| 6.                           | «Cat Me If You Can» (猫探し)            |        | Akira Kuwahara   | 1:33     |  |
| 7.                           | «Abandoned School» (廃校の風景)         |        | Jinnouchi        | 3:11     |  |
| 8.                           | «Time for Two» (二人の時間)             |        | Noda             | 2:56     |  |
| 9.                           | «Hitchhike» (ドライブ)                  |        | Jinnouchi        | 2:17     |  |
| 10.                          | «Two Little Terrors» (子守り)           |        | Jinnouchi        | 1:22     |  |
| 11.                          | «Dreaming on Ferris Wheel» (廃遊園地)   |        | Jinnouchi        | 4:51     |  |
| 12.                          | «Soldier's Break» (戦士の休息)          |        | Noda             | 2:51     |  |
| 13.                          | «Shinkansen Super Express» (新幹線の旅) |        | Jinnouchi        | 1:31     |  |
| 14.                          | «History of Mimizu» (ミミズの歴史)      |        | Noda             | 1:26     |  |
| 15.                          | «Significant Precursor» (予兆)          |        | Jinnouchi        | 3:04     |  |
| 16.                          | «Sky Over Tokyo» (東京上空)             |        | Noda             | 4:14     |  |
| 17.                          | «Suzume's Departure» (決意〜旅立ち)     |        | Jinnouchi        | 5:29     |  |
| 18.                          | «Possessed» (狐憑き)                    |        | Jinnouchi        | 1:24     |  |
| 19.                          | «Double Riding» (自転車の二人)          |        | Noda             | 1:42     |  |
| 20.                          | «It Wasn't a Dream» (夢じゃなかった)    |        | Noda             | 1:51     |  |
| 21.                          | «The Other Side of the Door» (常世)     |        | Jinnouchi        | 1:08     |  |
| 22.                          | «Aftermath» (丘上の要石)                |        | Jinnouchi        | 1:43     |  |
| 23.                          | «To Be with Sota» (草太の元へ)          |        | Noda             | 2:23     |  |
| 24.                          | «Prayer» (祈り)                         |        | Jinnouchi        | 3:05     |  |
| 25.                          | «Closing the Door» (戸締まり)           |        | Noda             | 3:52     |  |
| 26.                          | «Kanata Haruka» (カナタハルカ)          | Noda   | Noda             | 5:55     |  |
| 27.                          | «Suzume feat. Toaka» (すずめ feat.十明) | Noda   | Noda             | 3:58     |  |
| 28.                          | «Tamaki»                                | Noda   | Noda             | 4:55     |  |
| 29.                          | «Tears of Suzume» (すずめの涙)          | Noda   | Noda             | 4:35     |  |
| 81:47                        |                                         |        |                  |          |  |

| Listas (2022)                         | Mayor posición |
| ------------------------------------- | -------------- |
| Japón (Oricon)                        | 7              |
| Japanese Hot Albums (Billboard Japan) | 3              |

## Lanzamiento
Suzume se estrenó en cines japoneses el 11 de noviembre de 2022 por Tōhō, en proyecciones regulares y en formato IMAX. La película tuvo una proyección anticipada en IMAX el 7 de noviembre para espectadores que fueron decididos a través de un sorteo. La película se estrenó internacionalmente compitiendo en la septuagésima tercera edición del Festival Internacional de Cine de Berlín, que se celebró del 16 al 26 de febrero de 2023. Fue la primera vez que una película de anime compitiera en el festival desde El viaje de Chihiro en 2002.
En Asia, la película comenzó a proyectarse el 2 de marzo de 2023 en Taiwán y Hong Kong, y el 8 de marzo en Corea del Sur. PVR Cinemas obtuvo la licencia para estrenar la película en la India. Suzume también fue aprobada para su estreno en China.
En mayo de 2022, Crunchyroll, en colaboración con Sony Pictures y Wild Bunch International, anunció que adquirió los derechos de distribución mundial de la película (excluyendo Asia). Crunchyroll por sí solo se encarga de la distribución en Estados Unidos y Canadá y se asocia con Sony en los territorios fuera de Asia, mientras que Sony y Wild Bunch codistribuyen en Europa. Las empresas empezaron a proyectar la película el 12 de abril de 2023 en Francia y Malta; el 13 de abril en Australia, Alemania, Latinoamérica y Nueva Zelanda; y el 14 de abril en Austria, Bélgica, Canadá, España, Gibraltar, Irlanda, Luxemburgo, Reino Unido y Estados Unidos. La película cuenta con doblaje en español latinoamericano como en español ibérico y se proyecta junto con la versión original con subtítulos en sus respectivas regiones.

## Recepción

### Taquilla

#### Japón
En sus primeros tres días, Suzume ganó 1.880 millones de yenes (13.51 millones de dólares) con 1.08 millones de entradas vendidas, encabezado la taquilla japonesa. Consiguió el 114.7 % de la recaudación de tres días de apertura de El tiempo contigo. Ya en 2019, El tiempo contigo tuvo un aumento del 28.6 % respecto a la apertura de tres días de Kimi no Na wa., lo que convierte a Suzume en el mejor estreno de una película de Shinkai. Tras diez días en cines, la película ha recaudado 4.154 millones de yenes (29.29 millones de dólares), con 2.99 millones de entradas vendidas. Al finalizar su tercer fin de semana en la cima de la taquilla japonesa, Suzume ha recaudado 6.269 millones de yenes (45.17 millones de dólares) con 4.6 millones de entradas vendidas. En su cuarto fin de semana, Suzume cayó al segundo lugar en la taquilla japonesa, superada por The First Slam Dunk, y sumó 748 millones de yenes (5.48 millones de dólares). La película se mantuvo en la misma posición en su quinto fin de semana, y ganó 575 millones de yenes (4.18 millones de dólares). En su sexto fin de semana, Suzume recaudó 414 millones de yenes (3.01 millones de dólares) con 316.000 espectadores. En su séptimo fin de semana, Suzume recaudó 398 millones de yenes (2.99 millones de dólares) con 299.000 espectadores. Es la tercera película consecutiva de Makoto en superar la brecha de los diez mil millones de yenes y la primera vez que un creador, aparte de Hayao Miyazaki, supera este hito. Durante su octavo fin de semana, la película recaudó 245 millones de yenes (1.86 millones de dólares).
En su noveno fin de semana, Suzume recaudó 375 millones de yenes (2.83 millones de dólares) con 281.000 entradas vendidas. En su décimo fin de semana, Suzume recaudó 259 millones de yenes (2.01 millones de dólares) con 193.000 entradas vendidas. En su undécimo fin de semana, Suzume recaudó 216 millones de yenes (1.66 millones de dólares) con 163.000 entradas vendidas. En su duodécimo fin de semana, Suzume recaudó 274 millones de yenes (2.11 millones de dólares) con 200.000 entradas vendidas. En su decimotercero fin de semana, Suzume recaudó 240 millones de yenes (1.87 millones de dólares).
Suzume recaudó 14.790 millones de yenes en Japón. (110.61 millones de dólares) Es la novena película de anime más taquillera de todos los tiempos en Japón y la decimoquinta más taquillera de la región.

#### Mercado internacional
En Corea del Sur, Suzume vendió 143.497 entradas y recaudó más de 1.1 millones de dólares en su primer día, ocupando el primer lugar en la taquilla nacional. En su sexto día en cartelera, la película ya había vendido más de 1 millón de boletos, alcanzando la marca al ritmo más rápido entre las películas estrenadas este año. En su segunda semana, la película ha recaudado 15.8 millones de dólares con más de dos millones de entradas vendidas. En su tercer fin de semana, Suzume recaudó 6.06 millones de dólares. En su cuarto fin de semana, Suzume recaudó 4.46 millones de dólares. En su quinto fin de semana, recaudó 1.9 millones de dólares, descendiendo al segundo lugar de la taquilla surcoreana luego de estar en la cima durante cinco semanas seguidas. Es la película más taquillera de 2023 y la película japonesa más vista de la historia. En su sexto fin de semana, Suzume recaudó 1.24 millones de dólares. En su séptimo fin de semana, Suzume recaudó 1.03 millones de dólares. En su octavo fin de semana, Suzume recaudó 982.000 dólares. En total, ha recaudado 42.39 millones de dólares, siendo la película de anime más vista del año.
En China, recaudó 100 millones de yuanes (14.66 millones de dólares) en venta anticipada de boletos con más de 158.000 proyecciones en su día de apertura. Es el mayor debut no chino de 2023 y el quinto más grande para una película no china en pandemia. En su fin de semana de estreno, Suzume se hizo con el primer puesto de la taquilla china recaudando 342 millones de yuanes (49.6 millones de dólares) con más de 10 millones de entradas vendidas. Se trata del mayor estreno del año para una fecha no festiva. En su segundo fin de semana, Suzume se mantiene en la cima de la taquilla china recaudando 22.1 millones de dólares. En su tercer fin de semana, Suzume recaudó 8 millones de dólares. En su cuarto fin de semana, Suzume recaudó 4.5 millones de dólares. Es el país con la mayor recaudación de la película, superando a Japón. En su quinto fin de semana, Suzume recaudó 1.7 millones de dólares. En total, Suzume ha recaudado 119.57 millones de dólares en el mercado chino.
En Estados Unidos, Suzume recaudó 5 millones de dólares en su semana de apertura en más de 2.170 cines, superando toda la taquilla que tuvo Kimi no Na wa. En su segundo fin de semana, Suzume recaudó 1.67 millones de dólares. En total, Suzume ha recaudado más de 10 de millones de dólares.
Suzume ha recaudado 322 millones de dólares a nivel mundial. Es la cuarta película de anime más taquillera de todos los tiempos a nivel mundial.

### Crítica
En el sitio web agregador de reseñas Rotten Tomatoes, el 96 % de las 123 reseñas de los críticos son positivas, con una calificación promedio de 7.8/10. El consenso del sitio web dice: «En Suzume, el director Makoto Shinkai se queda un poco corto respecto a sus anteriores trabajos, pero cuando los resultados son tan emocionantes visualmente y tan impactantes emocionalmente, es difícil encontrar defectos». Metacritic, que utiliza una media ponderada, asignó una puntuación de 77 sobre 100 basada en 27 críticas, lo que indica "reseñas generalmente favorables".

### Premios y nominaciones
| Premio                                                | Fecha                   | Categoría                                | Nominado                    | Resultado     | Ref.   |
| ----------------------------------------------------- | ----------------------- | ---------------------------------------- | --------------------------- | ------------- | ------ |
| Asia Pacific Screen Awards                            | 3 de noviembre de 2023  | Mejor película animada                   | Suzume                      | Nominada      | [ 79 ] |
| Astra Film Awards                                     | 6 de enero de 2024      | Mejor película animada                   | Suzume                      | Pendiente     | [ 80 ] |
| Crunchyroll Anime Awards                              | 2 de marzo de 2024      | Mejor Película                           | Suzume                      | Ganadora      | [ 81 ] |
| Festival Internacional de Cine de Berlín              | 25 de febrero de 2023   | Oso de oro                               | Suzume                      | Pendiente     | [ 82 ] |
| Festival Internacional de Cine Fantástico de Bruselas | 23 de abril de 2023     | Silver Raven (Competicion internacional) | Suzume                      | Ganadora      | [ 83 ] |
| Celebration of Cinema and Television                  | 4 de diciembre de 2023  | Premio Internacional de Animación        | Makoto Shinkai              | Ganador       | [ 84 ] |
| Florida Film Critics Circle                           | 21 de diciembre de 2023 | Mejor película animada                   | Suzume                      | Pendiente     | [ 85 ] |
| Premios Globo de Oro                                  | 7 de enero de 2024      | Mejor película animada                   | Suzume                      | Nominada      | [ 86 ] |
| Hochi Film Awards                                     | 22 de diciembre de 2022 | Mejor película animada                   | Suzume                      | Nominada      | [ 87 ] |
| Premios de la Academia Japonesa                       | 10 de marzo de 2023     | Mejor película de animación              | Suzume                      | Nominada      | [ 88 ] |
| Premios de la Academia Japonesa                       | 10 de marzo de 2023     | Mejor música                             | Radwimps y Kazuma Jinnouchi | Ganadores     | [ 88 ] |
| Premios de cine de Mainichi                           | 14 de febrero de 2023   | Mejor película de animación              | Suzume                      | Nominada      | [ 89 ] |
| Premios de cine de Mainichi                           | 14 de febrero de 2023   | Premio Ōfuji Noburō                      | Suzume                      | Nominada      | [ 89 ] |
| Newtype Anime Awards                                  | 28 de octubre de 2023   | Mejor película                           | Suzume                      | Segundo lugar | [ 90 ] |
| Premios Saturn                                        | 4 de febrero de 2024    | Mejor película animada                   | Suzume                      | Pendiente     | [ 91 ] |
| World Soundtrack Awards                               | 21 de octubre de 2023   | Descubrimiento del año                   | Radwimps y Kazuma Jinnouchi | Nominada      | [ 92 ] |

## Adaptaciones
Una adaptación a novela, escrita por Shinkai, se publicó el 24 de agosto de 2022, bajo el sello de Kadokawa Bunko. Una parte de la novela se incluyó en un folleto distribuido durante la Feria de Verano Kadobun 2022, que se celebró en las librerías japonesas el 10 de junio. También la versión novelizada fue publicada por Editorial Planeta en Chile y España.